# ウェブマネートランスファー
ウェブマネートランスファーは、1998年にロシアで設立されたオンライン決済サービスを提供する企業（WM Transfer Ltd.）、また同社が提供するオンライン決済サービスの名称（WebMoney Transfer）である。

## オンライン決済サービス
WebMoney Transfer（単にWebMoneyと表記することもある）は、ロシアで主要な決済サービスプロバイダのひとつである。ロシアやEUなどで利用することができるが、アメリカ合衆国やカナダなどでは利用することができない。
エスクロー方式での商取引を含め、P2Pでの決済に利用される。送金手数料は50ユーロを上限として、取引金額の0.8%である。受け取りは無料である。
1998年11月、アメリカドル建てでの送金システムとしてロシアで創始された。時は折しも、1998年のロシア財政危機の結果、ロシアの通貨ルーブルが下落し、ロシア国内でアメリカドルの流通が増大していた頃であった。
2016年7月現在、WM Transfer社は世界で3000万人の登録者数と10万店以上の利用可能な店舗があると公表している。

### 通貨
全ての「財布」アカウントには、金 (WMG)、USドル (WMZ)、ルーブル (WMR)、ユーロ (WME)、そしてフリヴニャ (WMU)として預金できる。アカウントの識別には、WM-IDと呼ばれる文字列が使われる。ただし、取引先へ匿名での送金も可能である。
一部の国では「WMカード」を購入することでアカウントの残高を増やすことができる。